# Jakobsberg (Naturschutzgebiet)

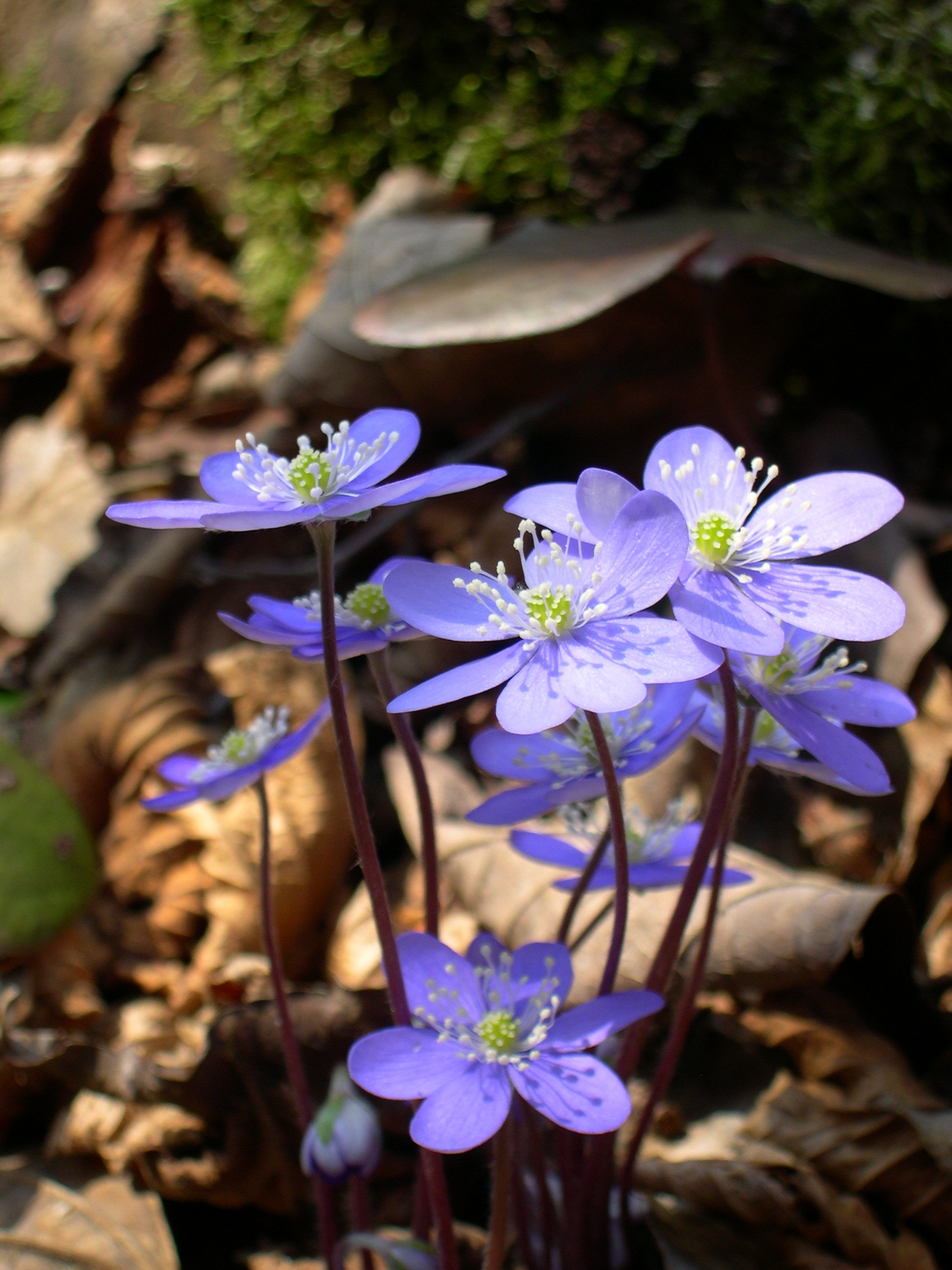
Das Leberblümchen

Der Jakobsberg, im Volksmund Leberblümchenberg genannt, ist ein Naturschutzgebiet mit einer Größe von 47,3 ha im Gebiet des Ortsteils Amshausen der Gemeinde Steinhagen im Kreis Gütersloh. Es wird mit der Nummer GT-015 geführt und besteht aus zwei angrenzenden Einzelflächen, die sich in Privatbesitz befinden.
Das Naturschutzgebiet ist pflanzengeographisch bedeutsam, da es die Nordwestgrenze des Verbreitungsgebiets des gefährdeten Leberblümchens in Europa darstellt. Darüber hinaus ist es ein Standort urwüchsigen Nieder- und Mittelwalds.
Zur Blütezeit des Leberblümchens ab Mitte März ist das Gebiet eine stark frequentierte touristische Attraktion. Zur gleichen Zeit blühen am Waldesrand auch mehrere Veilchenarten. Etwas später blühen in großer Anzahl weiße und vereinzelt auch gelbe Buschwindröschen. Im April blüht die echte Schlüsselblume. Es finden sich auch das rot und blau blühende echte Lungenkraut, Waldmeister und Bingelkraut.